# Paspalum petilum
Paspalum petilum är en gräsart som beskrevs av Mary Agnes Chase. Paspalum petilum ingår i släktet tvillinghirser, och familjen gräs. Inga underarter finns listade i Catalogue of Life.